# Opolzneve, Ialta
Opolzneve (în ucraineană Оползневе) este un sat în așezarea urbană Sîmeiiz din orașul regional Ialta, Republica Autonomă Crimeea, Ucraina.

## Demografie
Componența lingvistică a localității Opolzneve
     Rusă (81,77%)
     Ucraineană (11,75%)
     Tătară crimeeană (6,24%)
Conform recensământului din 2001, majoritatea populației localității Opolzneve era vorbitoare de rusă (81,77%), existând în minoritate și vorbitori de ucraineană (11,75%) și tătară crimeeană (6,24%).